# Fenyő lombjáró
A fenyő lombjáró (Setophaga pinus)  a madarak osztályának verébalakúak (Passeriformes) rendjébe és az újvilági poszátafélék (Parulidae) családjába tartozó faj.

## Rendszerezése
A fajt Carl von Linné svéd természettudós írta le 1766-ban, a Certhia nembe Certhia pinus néven. Sokáig a Dendroica nembe sorolták Dendroica pinus néven.

## Alfajai
- Setophaga pinus achrustera (Bangs, 1900)
- Setophaga pinus chrysoleuca (Griscom, 1923)
- Setophaga pinus florida (Maynard, 1906)
- Setophaga pinus pinus (Linnaeus, 1766)[2]

## Előfordulása
Kanada, az Amerikai Egyesült Államok, Mexikó, a Bahama-szigetek, Belize, a Kajmán-szigetek, Kolumbia, Costa Rica, Kuba, a Dominikai Köztársaság, Guadeloupe, Haiti, Honduras, Jamaica, Martinique, Puerto Rico, Saint-Pierre és Miquelon, a Turks- és Caicos-szigetek területén honos. Kóborlásai során eljut Grönlandra is.
Természetes élőhelyei a mérsékelt övi erdők és szubtrópusi vagy trópusi síkvidéki és hegyi esőerdők. Vonuló faj.

## Megjelenése
Testhossza 14 centiméter, szárnyfesztávolsága 19-25 centiméter, testtömege 9–15 gramm.
|  |  |

## Életmódja
Nyáron főleg rovarokkal és más ízeltlábúakkal táplálkozik, télen inkább fenyőmagvakat, gyümölcsöket és bogyókat fogyaszt.

## Természetvédelmi helyzete
Az elterjedési területe rendkívül nagy, egyedszáma pedig növekszik. A Természetvédelmi Világszövetség Vörös listáján nem fenyegetett fajként szerepel.